# (5737) Itoh
(5737) Itoh est un astéroïde de la ceinture principale.

## Description
(5737) Itoh est un astéroïde de la ceinture principale. Il fut découvert le 30 septembre 1989 à Minami-Oda par Toshirō Nomura et Kōyō Kawanishi. Il présente une orbite caractérisée par un demi-grand axe de 2,53 UA, une excentricité de 0,21 et une inclinaison de 5,8° par rapport à l'écliptique.

## Compléments